# Dexter Lembikisa
Dexter Joeng Woo Lembikisa (Filton, Inglaterra, 4 de noviembre de 2003) es un futbolista jamaicano que juega de defensa en el Wolverhampton Wanderers F. C. de la Premier League.

## Trayectoria
Ingresó en la cantera del Wolverhampton Wanderers F. C. a los 13 años y fue ascendiendo en sus categorías inferiores. El 10 de noviembre de 2021 firmó su primer contrato profesional con los Wolves y ascendió a sus reservas en 2021. Empezó a entrenar con su equipo sénior en el verano de 2022. Debutó como profesional con los Wolves como suplente de última hora en la eliminatoria de la Copa de la Liga contra el Leeds United F. C. por 1-0 el 9 de noviembre de 2022.
En julio de 2023 fue cedido al Rotherham United F. C. por una temporada. Sin embargo, esta la completó en el Heart of Midlothian F. C. tras cancelarse la cesión en el mes de enero. En septiembre acumuló un tercer préstamo en el Yverdon-Sport F. C. y en febrero un cuarto en el Barnsley F. C.

## Selección nacional
Nació en Inglaterra, de padre congoleño y madre jamaicana. Fue convocado para representar a Jamaica sub-20 en el Campeonato Sub-20 de la Concacaf de 2022. Debutó con la selección nacional de Jamaica en un amistoso que perdió 1-0 ante Trinidad y Tobago el 11 de marzo de 2023.

### Participaciones en Copas América
| Torneo            | Sede           | Resultado    | Partidos | Goles |
| ----------------- | -------------- | ------------ | -------- | ----- |
| Copa América 2024 | Estados Unidos | Primera fase | 2        | 0     |

## Estadísticas

### Clubes
Actualizado al último partido disputado el 17 de enero de 2023.
| Club                                     | Div.          | Temporada     | Liga  | Liga  | Copas nacionales | Copas nacionales | Copas internacionales | Copas internacionales | Total | Total |
| Club                                     | Div.          | Temporada     | Part. | Goles | Part.            | Goles            | Part.                 | Goles                 | Part. | Goles |
| ---------------------------------------- | ------------- | ------------- | ----- | ----- | ---------------- | ---------------- | --------------------- | --------------------- | ----- | ----- |
| Wolverhampton Wanderers F. C. Inglaterra | 1.ª           | 2022-23       | 1     | 0     | 3                | 0                | —                     | —                     | 4     | 0     |
| Wolverhampton Wanderers F. C. Inglaterra | Total club    | Total club    | 1     | 0     | 3                | 0                | 0                     | 0                     | 4     | 0     |
| Total carrera                            | Total carrera | Total carrera | 1     | 0     | 3                | 0                | 0                     | 0                     | 4     | 0     |